# 泰勒·沃思
泰勒·沃思（英語：Taylor Worth，1991年1月8日—）生于西澳大利亚州巴瑟尔顿，是一名澳大利亚男子射箭运动员。他在2001年开始练习射箭，2008年他在世界青年射箭锦标赛上完成了自己的世界级赛场首秀，他在该赛事中获得团体反曲弓的金牌。2012年，他获得伦敦奥运资格，首次参加奥运，奥运期间他在个人赛1/8决赛被淘汰。2016年，他入选了里约奥运澳大利亚射箭队，再次获得奥运资格。奥运期间他联同另外两名队友亚历克·波茨和瑞安·泰亚克在男子团体项目中获得铜牌。